# Vendimia para Todxs
La Vendimia para Todxs, conocida anteriormente como Vendimia Gay, es una fiesta celebrada anualmente desde 1996en el mes de marzo en la Ciudad de Mendoza, Argentina. Es una celebración promocionada por la comunidad LGBT+ mendocina, paralela a la Vendimia Tradicional. El evento fue creado por Ricardo Bustos, y la dirección recae en Gabriel Canci. Se ha convertido en uno de los principales eventos LGBT de Argentina.

## Descripción
Durante la Vendimia se realizan espectáculos musicales, coreografías, show de drag queens y trasformismo, así como la elección de la Reina, el Rey y la Reina Drag. La participación para la elecciones de los reinados está abierta a todas las diversidades sexuales, así pueden optar al título hombres homosexuales, lesbianas, personas trans, etc.

## Historia
En el año 1996, durante una presentación de un espectáculo, el empresario Ricardo Bustos anunció que la comunidad homosexual festejaría la primera Fiesta de La Vendimia Gay, lo que provocó una gran ovación por parte de todos los presentes y una gran aceptación de la prensa local. Dicha expresión surgió de la necesidad de la comunidad gay mendocina por manifestar igualdad y amor a las raíces de nuestra tierra, con un absoluto espíritu de respeto y devoción al trabajo de nuestro pueblo. A partir de ese año, todos los siguientes, luego de la culminación de la fiesta máxima de los mendocinos, la Fiesta Nacional de La Vendimia, (Vendimia Central), se realizaba el mencionado festejo de la comunidad con la elección de su reina.
La expresión cultural generó tanto valor y alcance que ya no era solo el círculo del ambiente gay que se daba cita para disfrutar del espectáculo. Después de muchos años de luchar por un lugar de aceptación, se logra que en el año 2003 el Gobierno de Mendoza declarase a la Vendimia Gay de interés turístico y cultural de la provincia.
En el año 2008, motivado por el reconocimiento de la productora “Gabriel Canci Difusión”, en lo que se refiere a la producción de espectáculos, el ideador de La Fiesta de la Vendimia Gay, delega la producción y dirección general a los hermanos Gabriel y Fernando Canci.
A partir de ese año Gabriel Canci rebautiza la Fiesta como "Vendimia Para Todos", generando un espectáculo de nivel internacional que crece y cruza las fronteras del mundo con las infinitas coberturas de prensa y las televisaciones nacionales e internacionales.
La gestión de trabajo y la gran exposición internacional generada por Gabriel y Fernando Canci, provocada por su fuerte presencia en los medios de la Argentina y el exterior,  no solo lleva a la mencionada fiesta a una gran visibilidad en todo el mundo, sino también a concientizar sobre el amor y el respeto a las libertades de elección sexual. Esto genera que el Gobierno Provincial lo reconozca con una distinción especial por parte de La Organización de los Derechos Humanos e incluya a la Vendimia Para Todos en las acciones promocionales de Turismo, tanto en la provincia, como en el exterior. 
En el 2010 la producción decide visibilizar aún más el género masculino incluyéndolo en la elección, ya que hasta ese momento la misma era solo del género Trans, y de esta manera se proclamó al primer Rey, quien se sumó a la ya tradicional elección de la Reina.

En el año 2013 el Ministerio de Turismo de la Nación declaró a la Vendimia Para Todos de interés turístico nacional, incluyéndola dentro de la agenda de eventos de la Argentina y le hace entrega de una distinción a los Hermanos Canci por el trabajo y compromiso con la Comunidad LGBT.

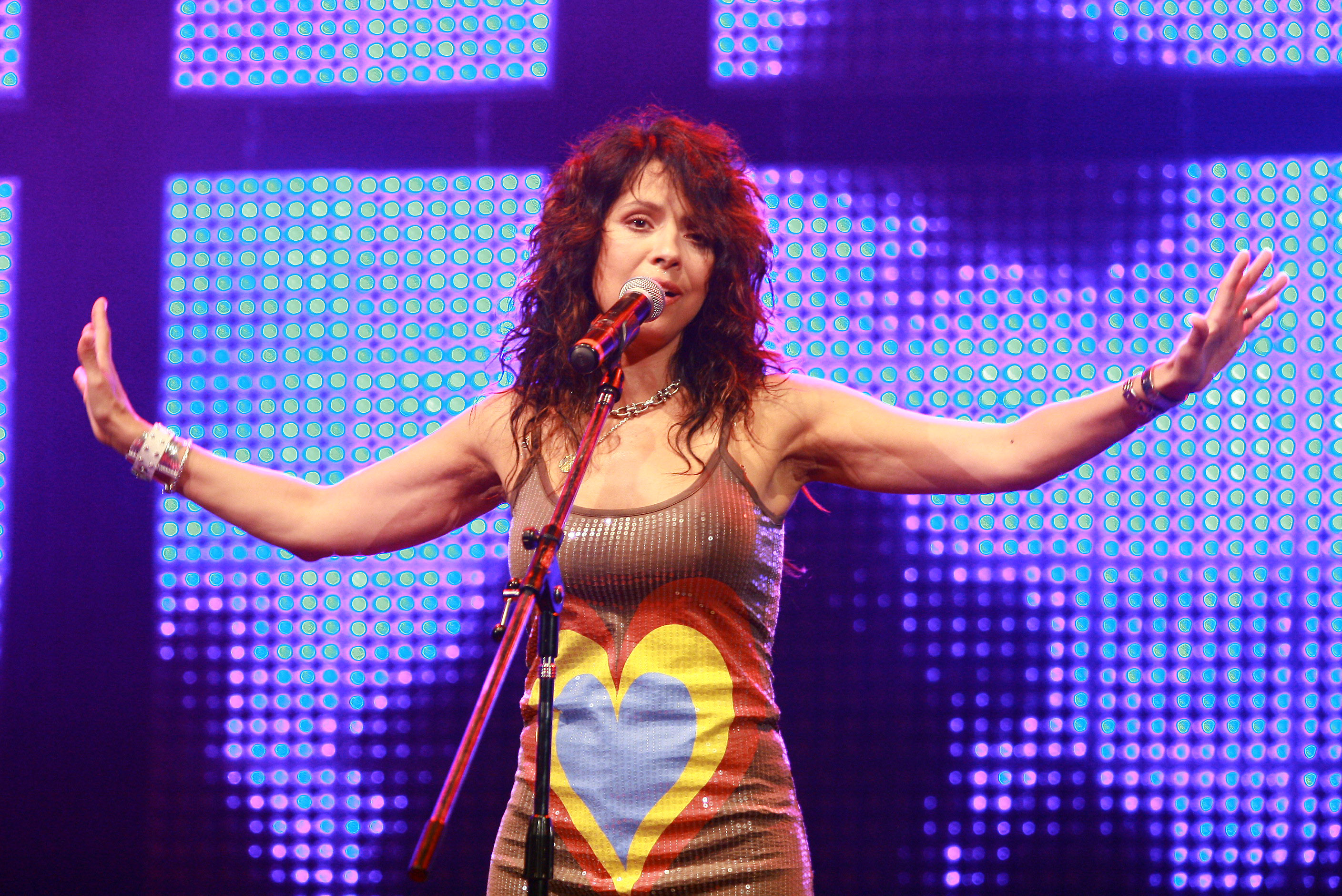
Patricia Sosa cantando en VPT 2008.
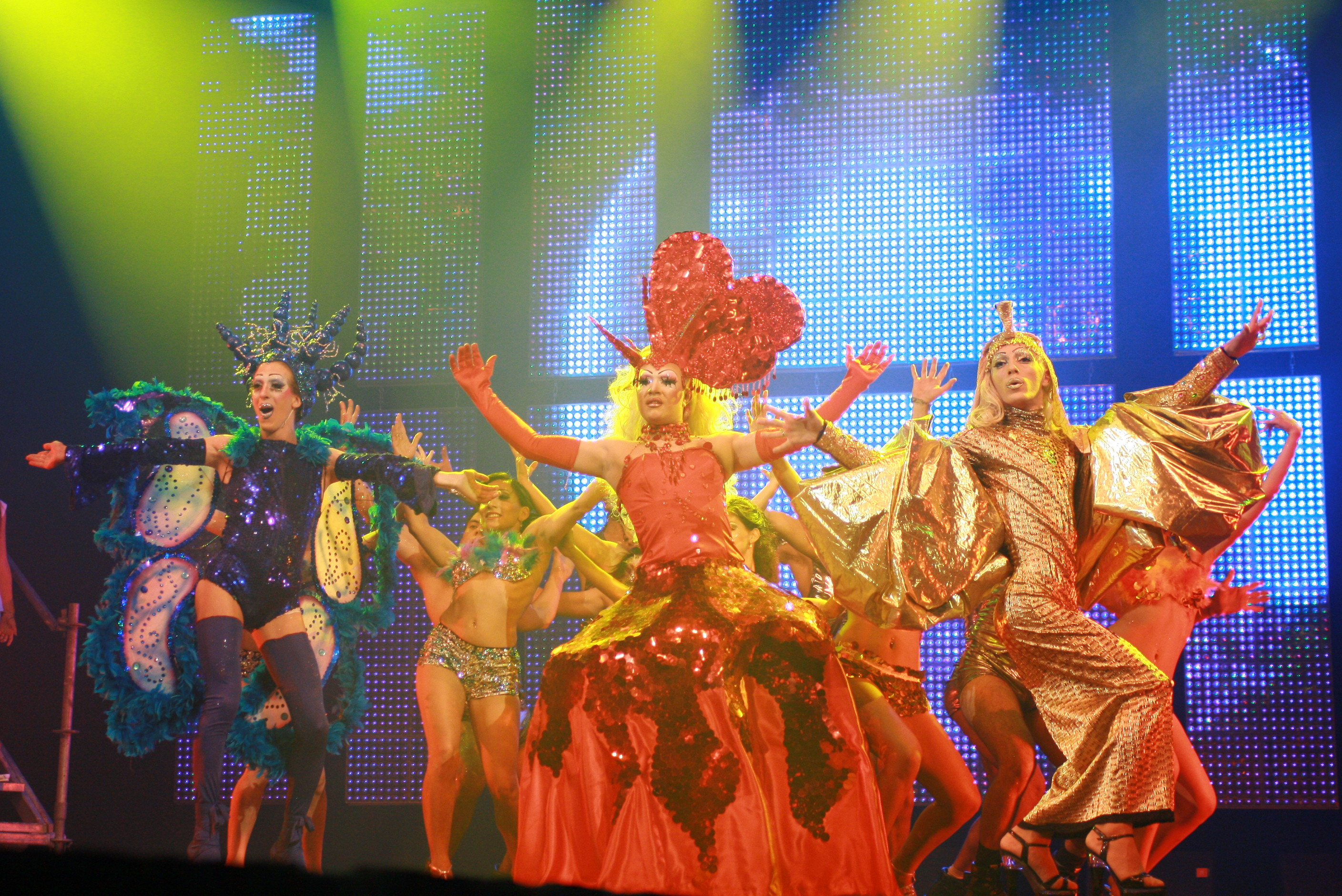
Show Drag en VPT 2008.
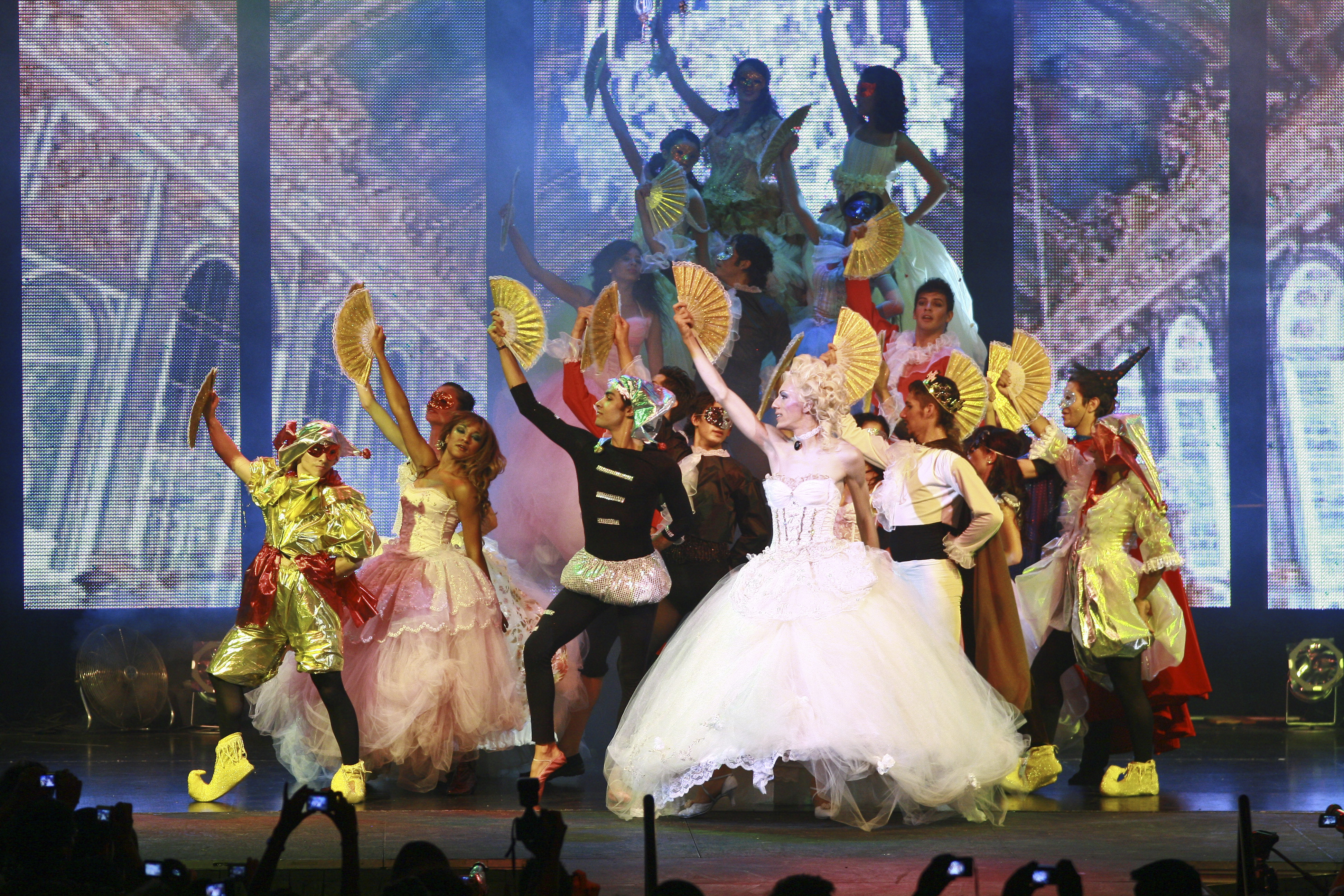
Show de VPT 2009.
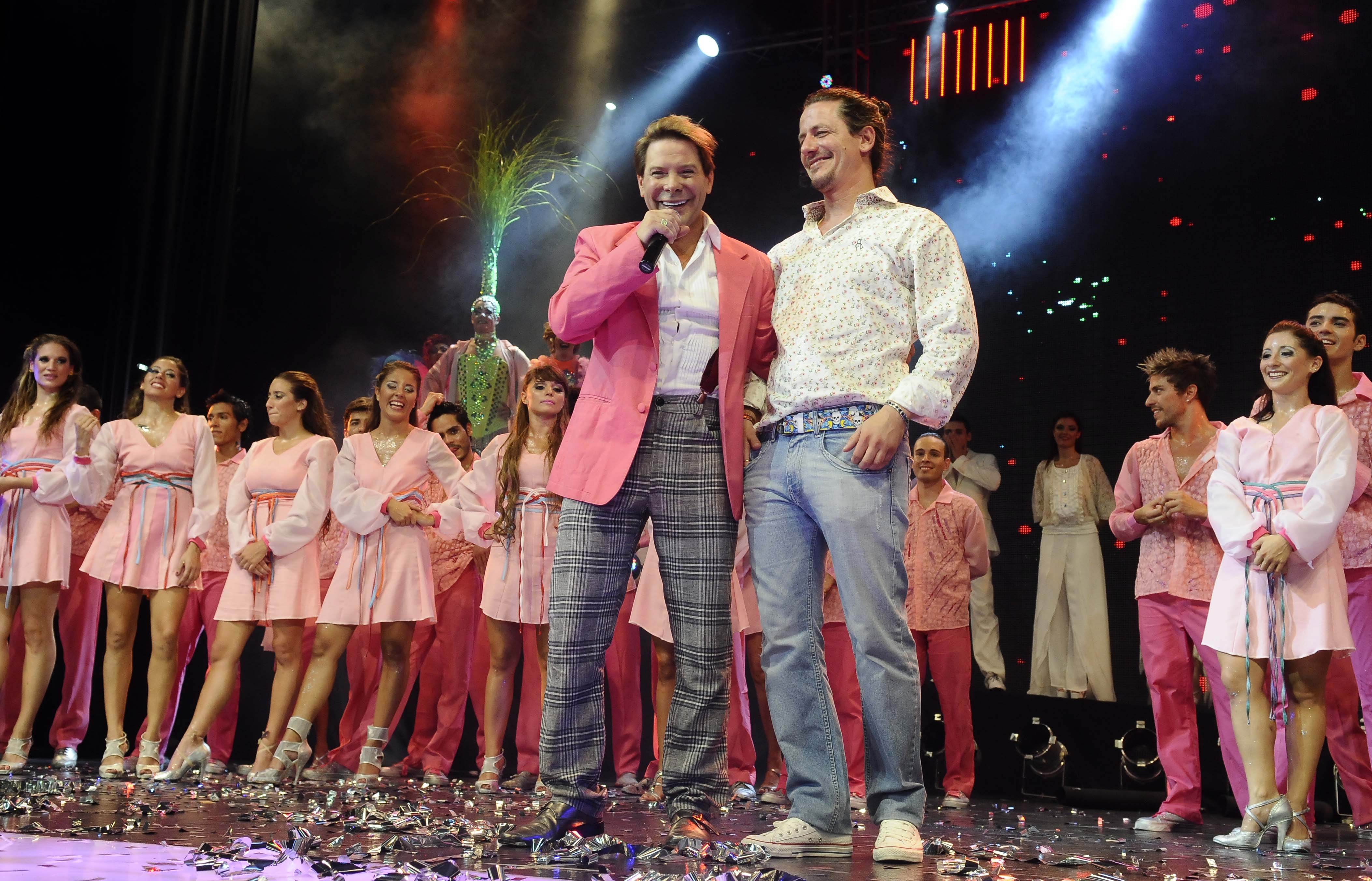
Gabriel y Fernando en VPT 2012.
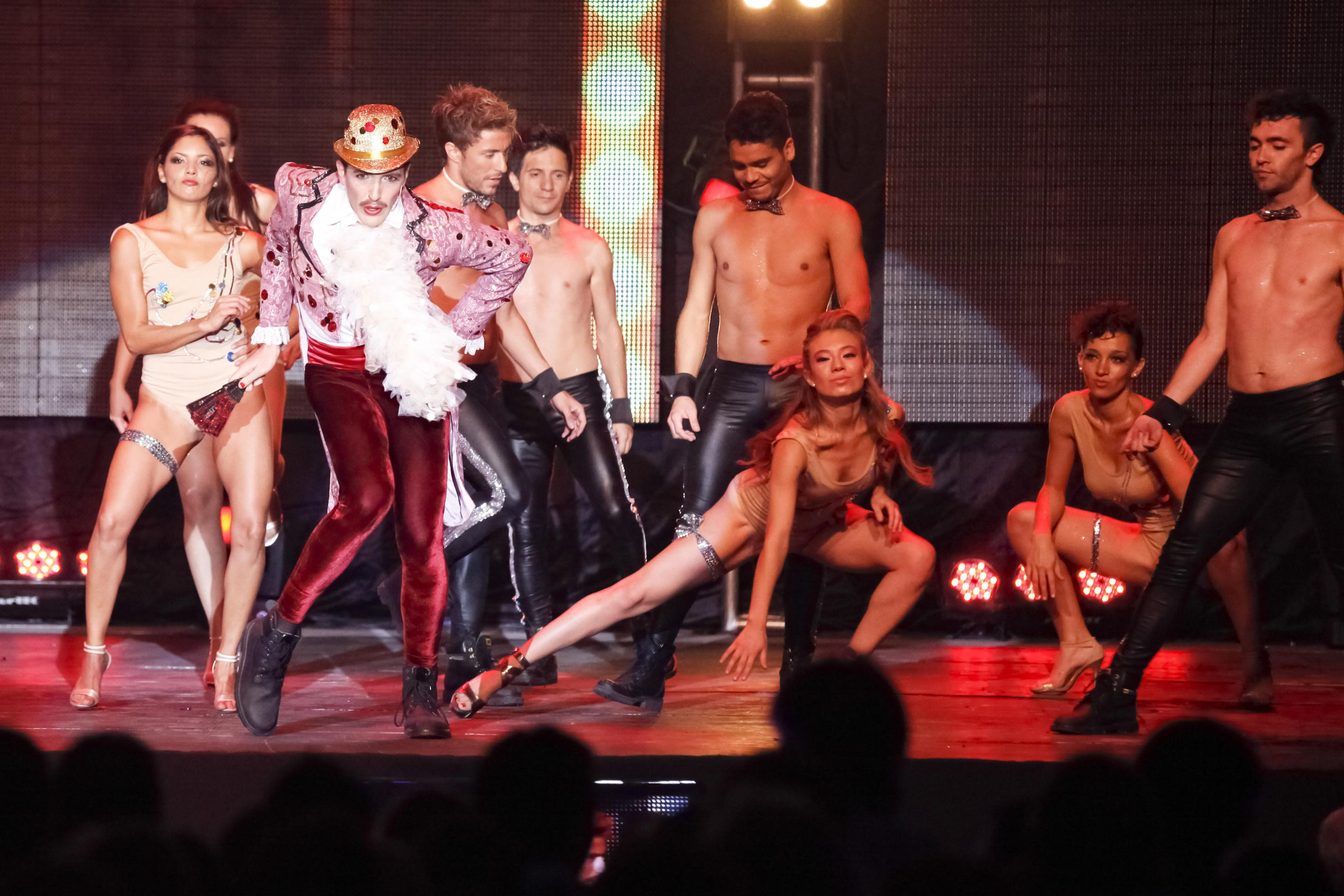
Show de VPT 2013.
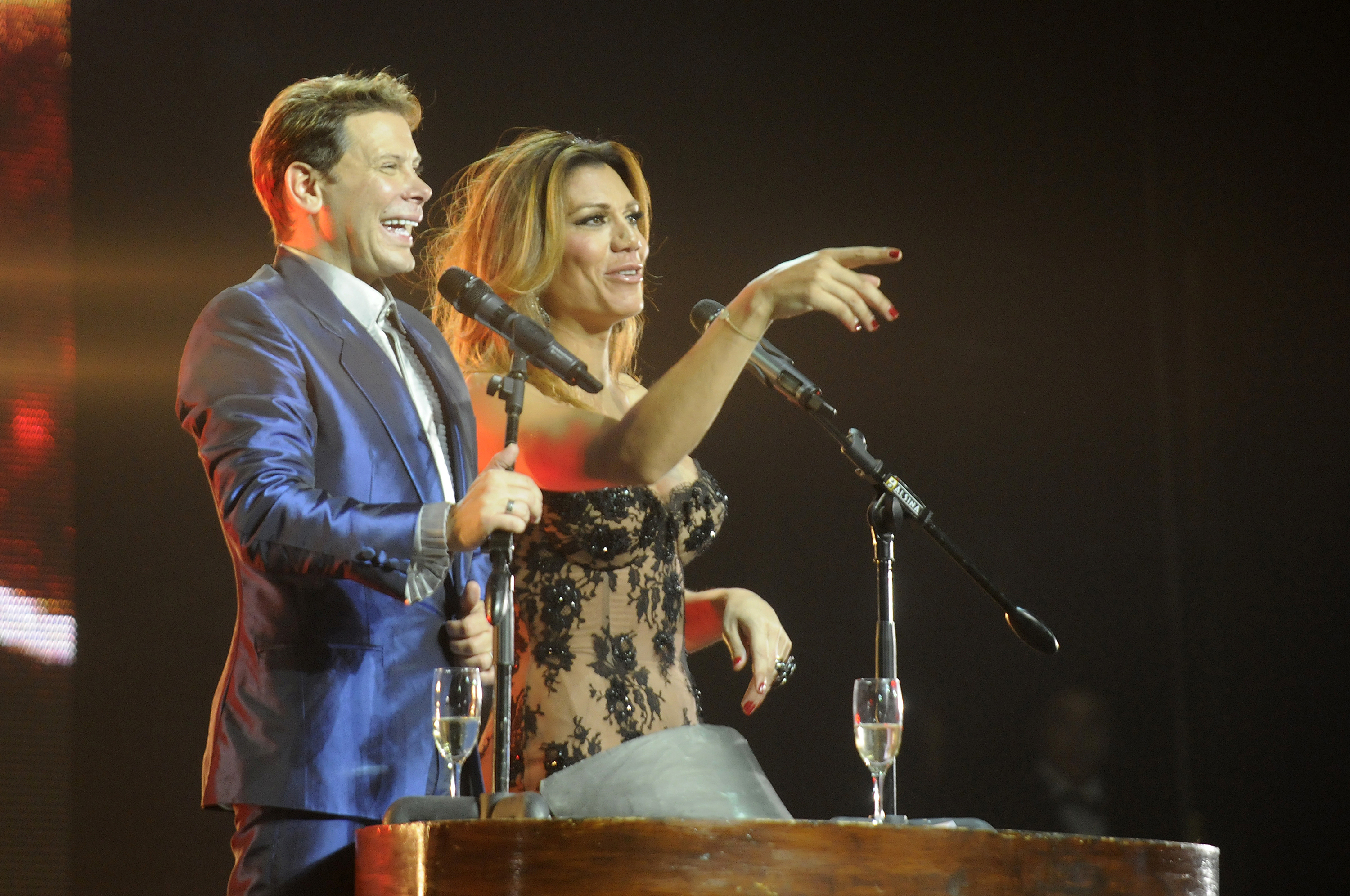
Gabriel Canci junto a Florencia De La V en la conducción de VPT 2013.
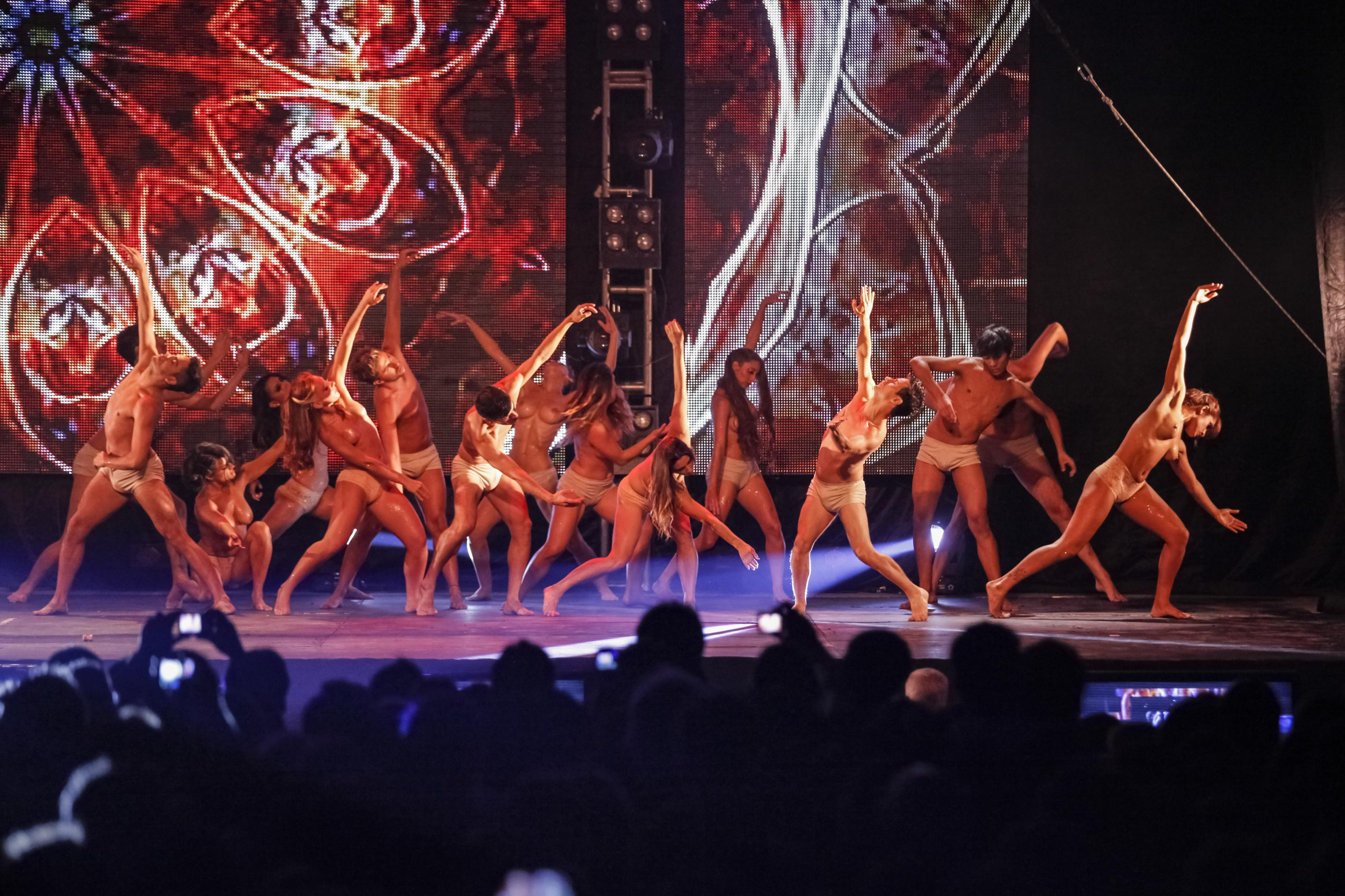
Espectáculo de VPT 2013.
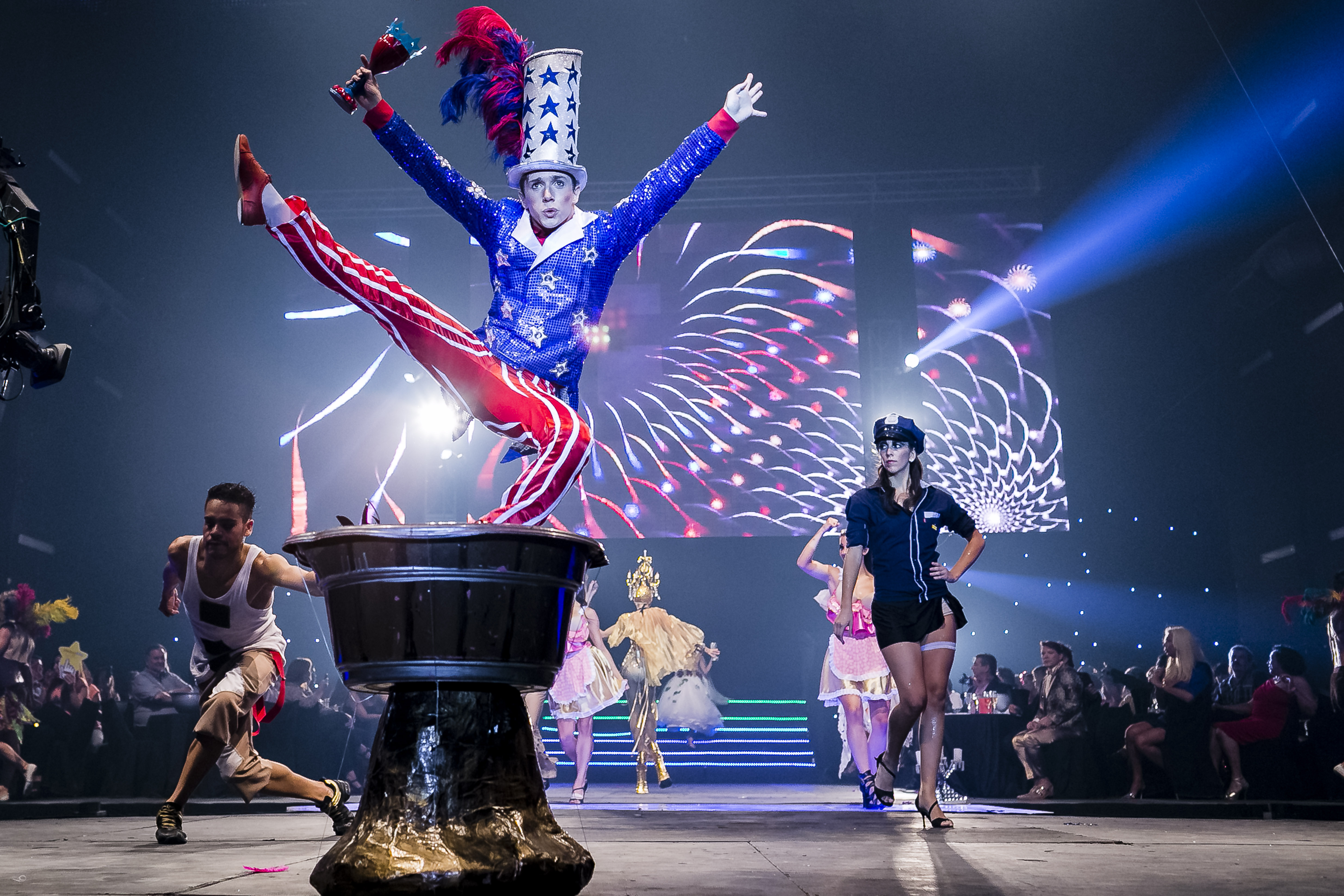
Espectáculo de baile VPT 2014.
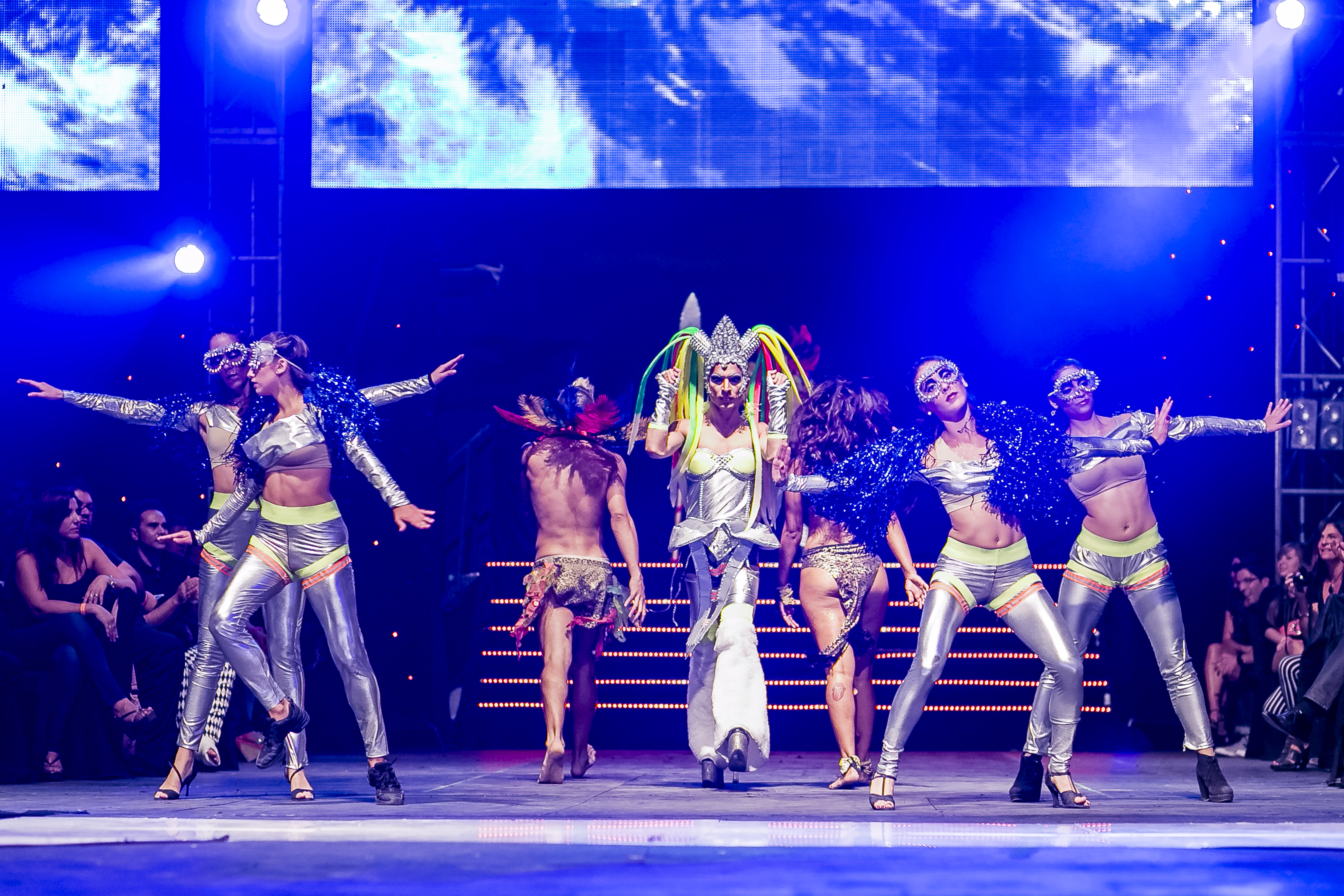
Show Drag de VPT 2014.
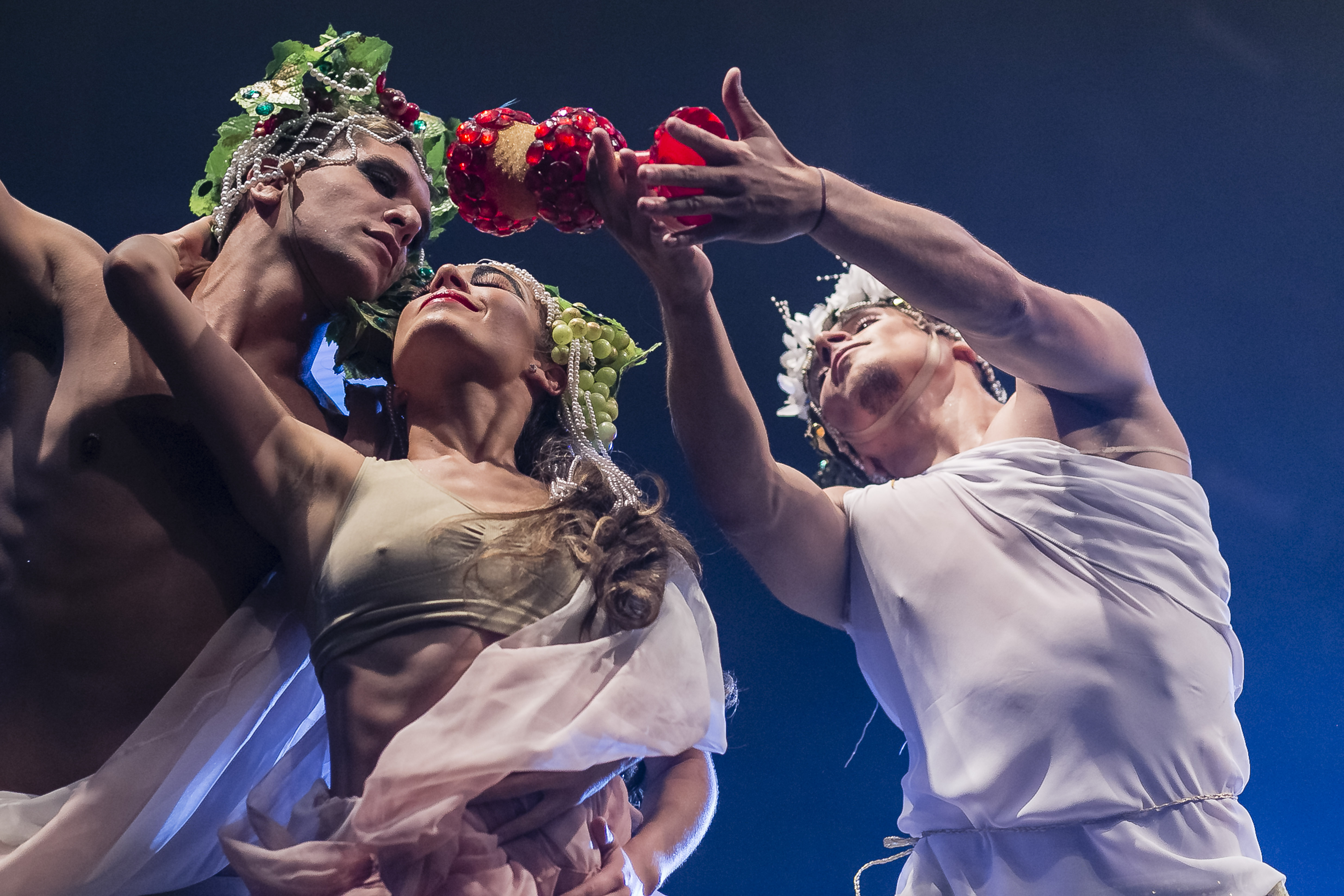
Show VPT 2014.
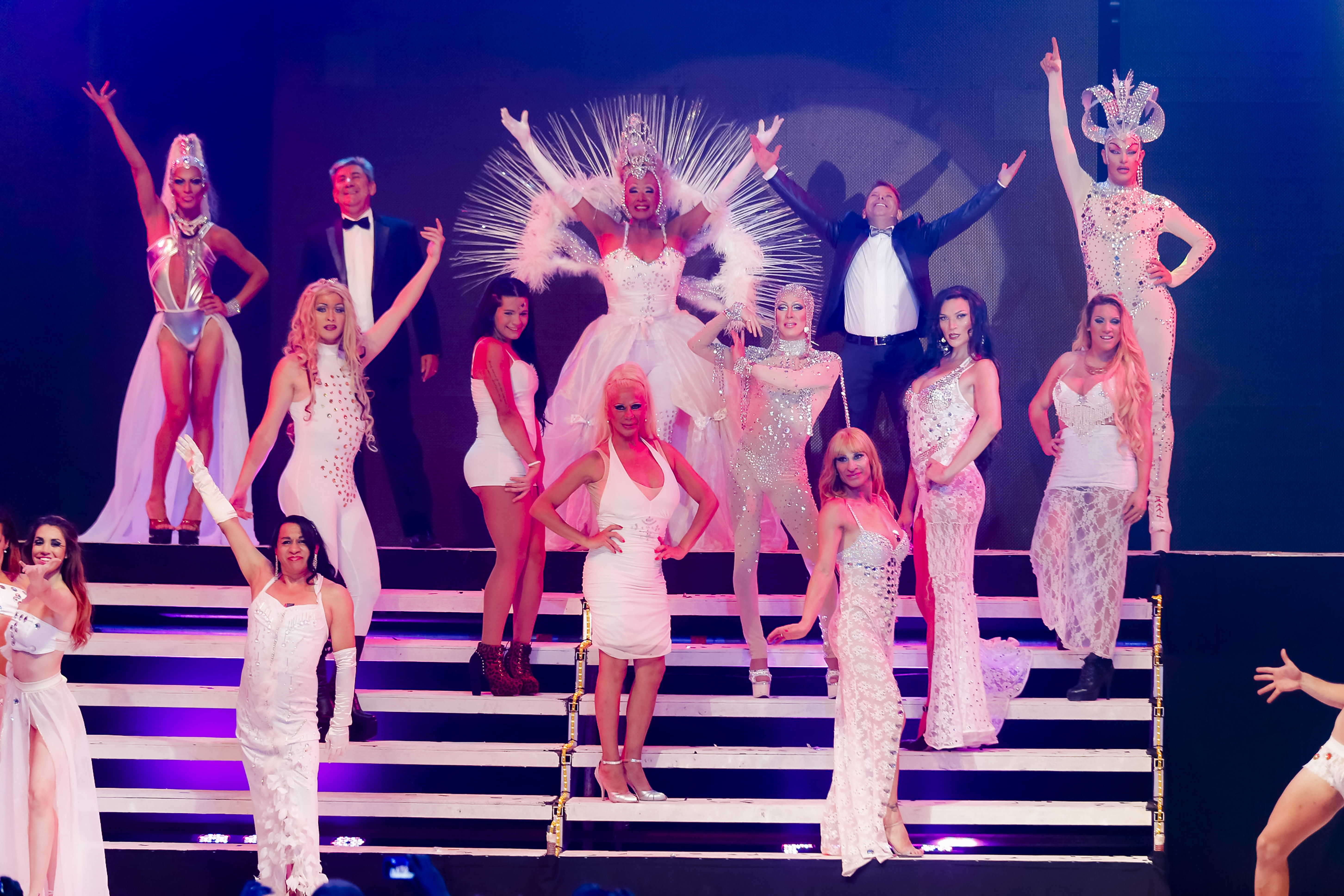
Show drag VPT 2015.
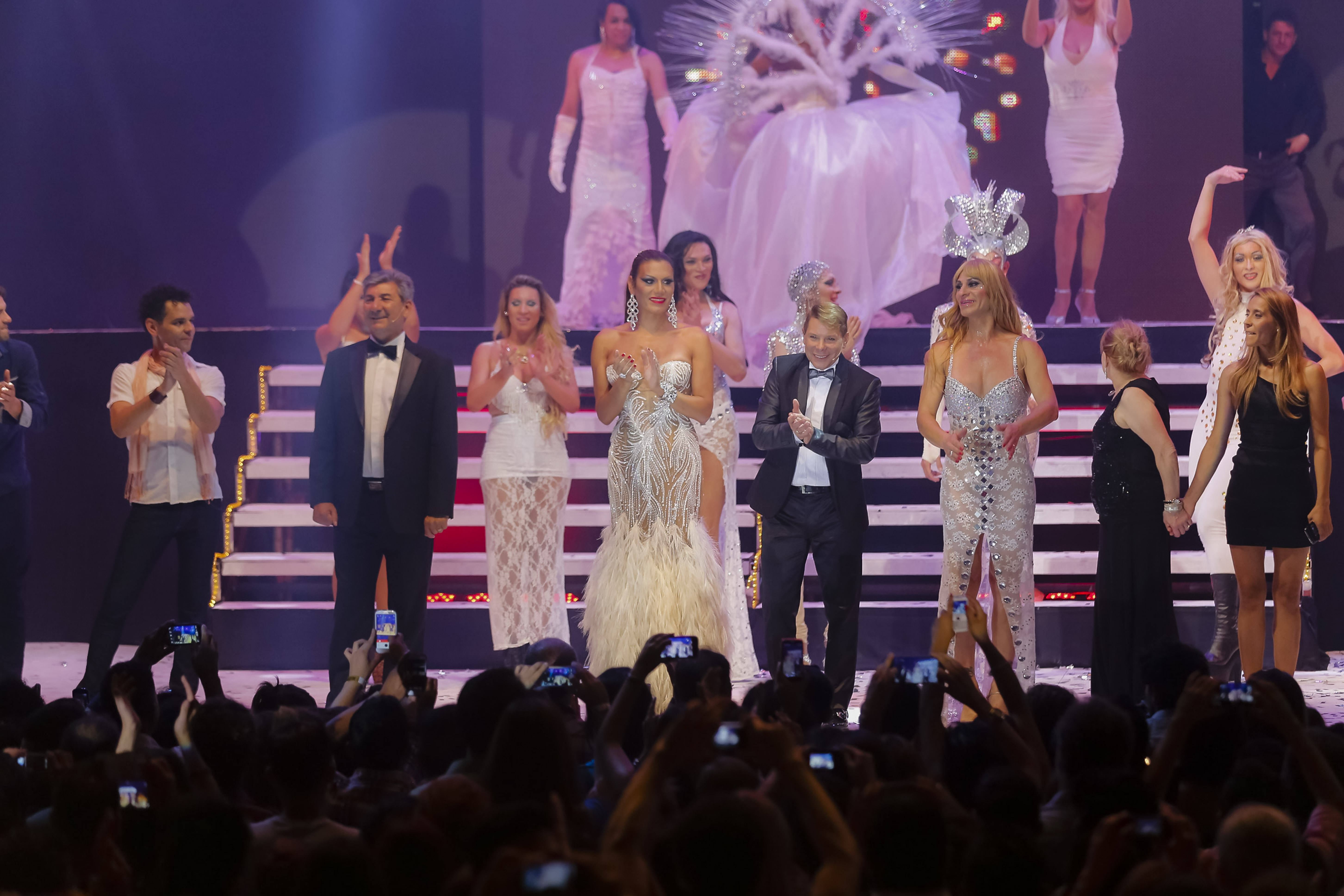
Cierre de Show VPT con Flor de la V en 2015.

En marzo de 2016 gracias a la gestión de la producción y al trabajo conjunto con el Ente Autárquico de Turismo y el Ministerio de Cultura, por primera vez, luego de 21 años de celebración de la mencionada Fiesta, los Reyes de la Vendimia Gay, desfilaron en la Vía Blanca y en el Carrusel de las Reinas, generando una verdadera integración en la sociedad mendocina y siendo ejemplo de ello para el resto del mundo.                
En el año 2017 dicha integración se intensifica y afianza al considerar de parte del Gobierno Provincial la necesidad de incluir a los Reyes de Vendimia Para Todos en la agenda del protocolo oficial de Vendimia. Ese mismo año dicha inclusión se ve enaltecida por Vendimia Para Todos al invitar a las Reinas Nacionales de la Vendimia a participar del carro de VPT, ya que las mismas no disponían del propio por un hecho desafortunado.
En el 2018 se incorpora la X a la marca de Vendimia Para Todxs, como un símbolo de aceptación real para todos los géneros y en ese mismo año el voto popular corona a dos chicos trans, Agostina Aguirre y Valentino Barboza, como Reina y Rey respectivamente.
En el año 2019 se intensifica el alcance internacional, ya que el guion central hace eje en la figura de Leonardo Da Vinci al cumplirse los 500 años de su muerte, siendo el mismo un referente magnánimo de la comunidad LGBT+, lo que genera un fuerte impacto positivo en toda la sociedad europea y mayormente en Italia. Las figuras estelares de ese año fueron Moria Casan y Lizy Tagliani.
En el año 2020, debido a la pandemia global generada por el COVID-19, dos días antes de la concreción de la Fiesta, el gobierno decreta la suspensión de todos los espectáculos públicos masivos, por lo que la Vendimia Para Todxs se realiza sin público y se transmite por streaming en directo y en diferido por la TV Pública, América TV, y El Siete Mendoza. Por esta misma crisis de salud internacional en el 2021 la Fiesta no se puede llevar a cabo. 
En el 2022, en un gran esfuerzo de producción, la Vendimia Para Todxs vuelve con toda la energía y evolución generada por su trayectoria y crecimiento social, cultural y turístico enmarcado a lo largo de sus 26 años de trayectoria. El clima de esta fiesta fue extremadamente emotivo ya que en el guion estuvieron presentes el espíritu de la superación, la resiliencia, y el renacer, generando un paralelismo con la historia mítica del Ave Fénix y los momentos de nuestra actualidad, luego de lo que dejó la pandemia global del COVID-19. La misma fue conducida por Florencia Peña y Gabriel Canci.

Vendimia Para Todxs 2023, vuelve a su origen en la Ciudad de Mendoza, precisamente al Auditorio Ángel Bustelo, y brilla con todo su esplendor el sábado 11 de marzo de ese año, con la actuación de grandes Djs y la presentación estelar de Jimena Barón.

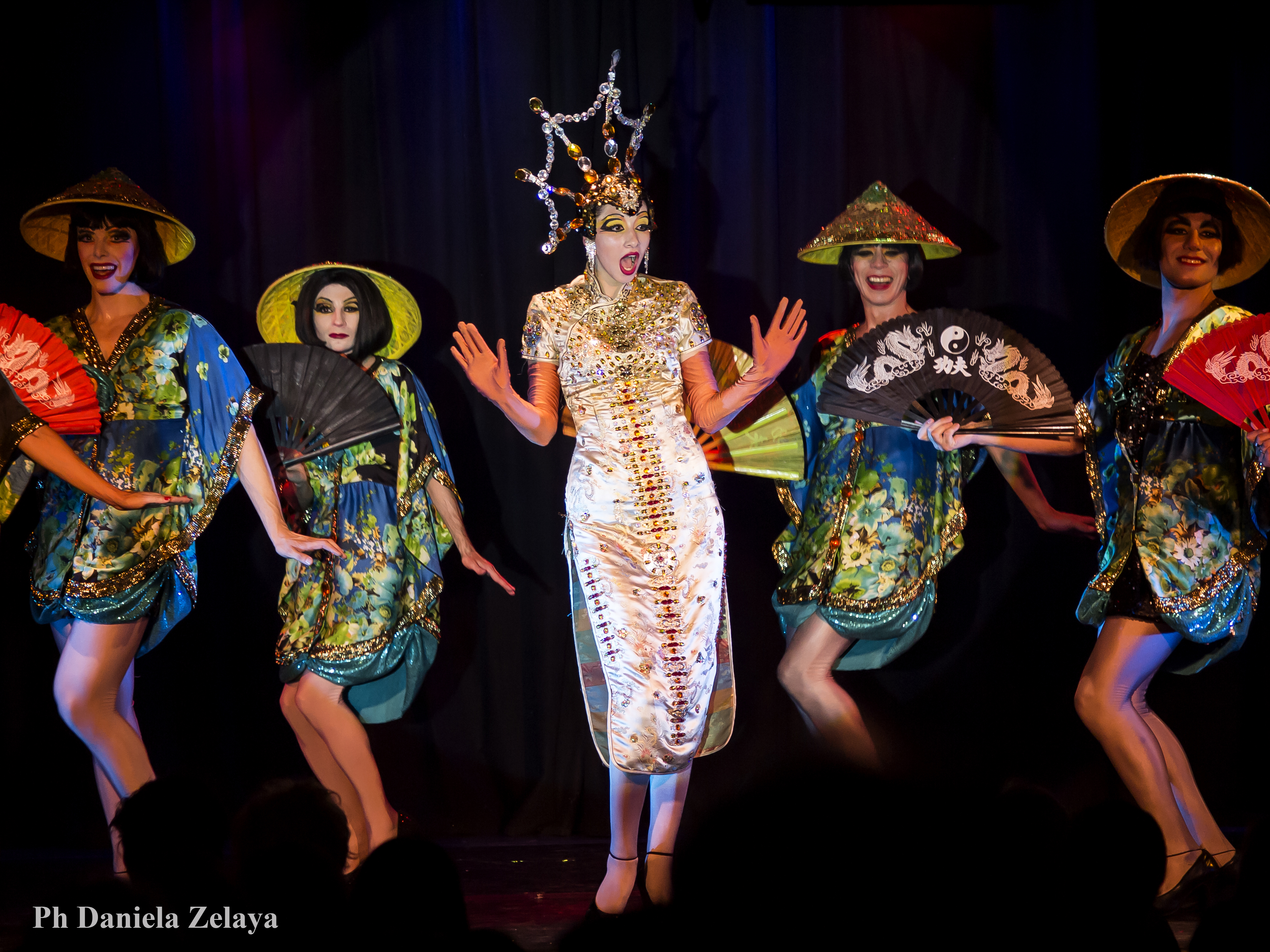
Espectáculo VPT 2016.
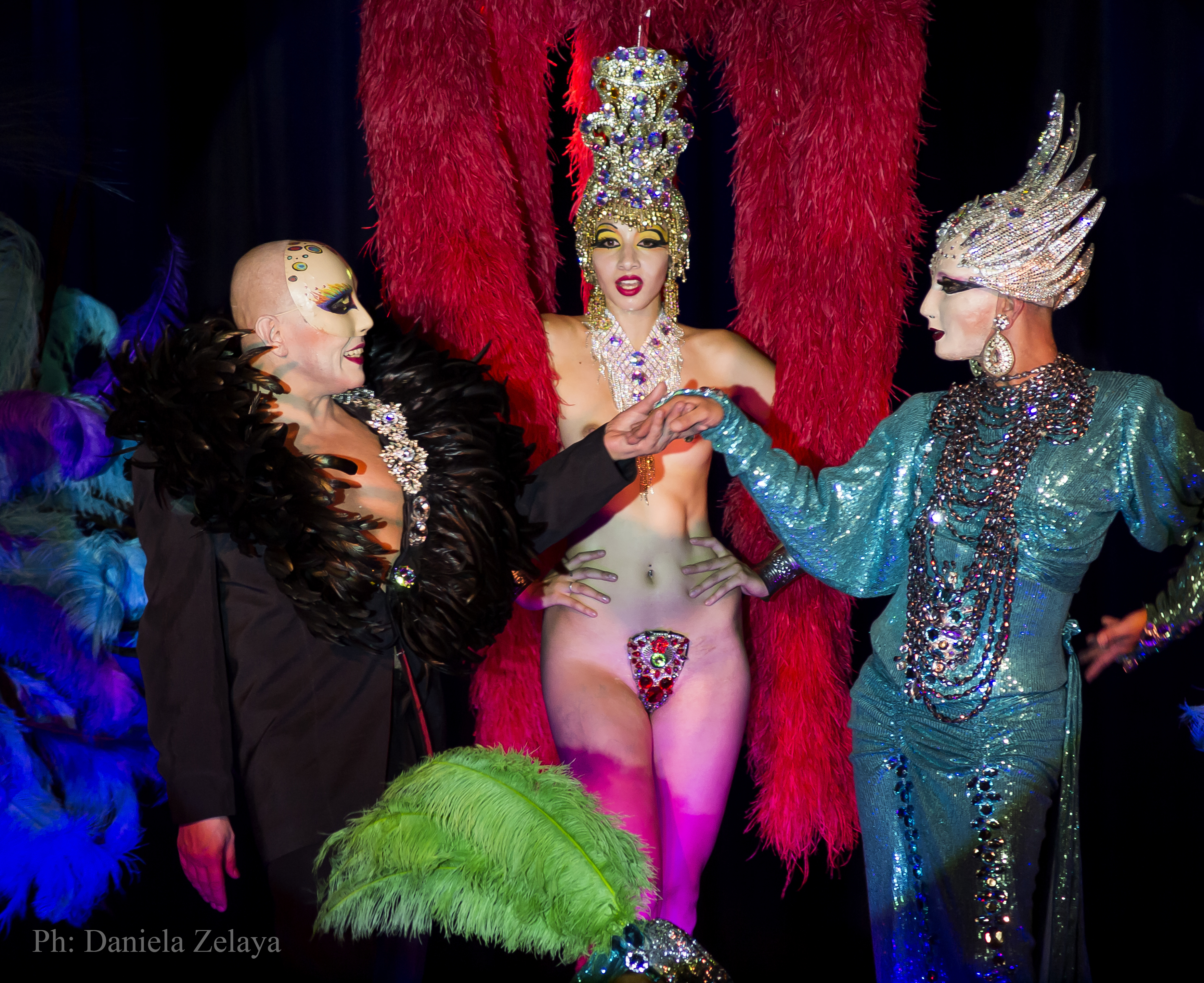
Espectáculo drag VPT 2016.
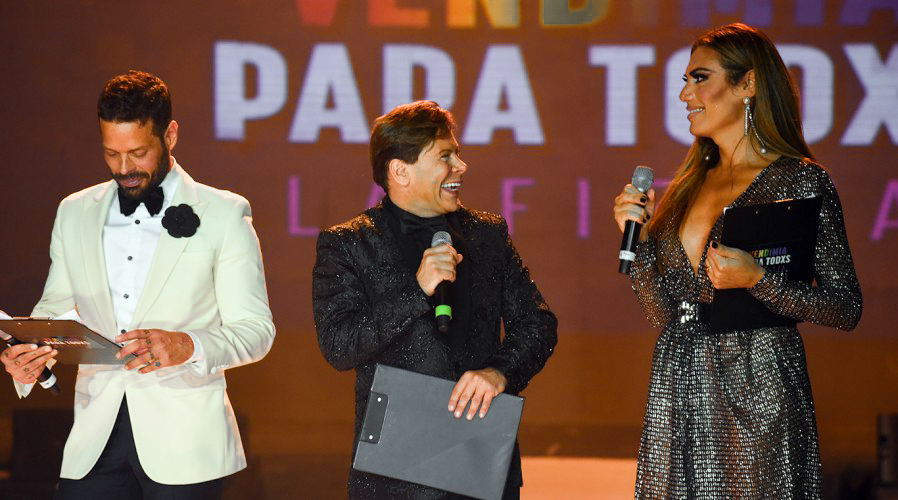
Gabriel junto a Flor de la V y Mariano Caprarola en VPT 2018.
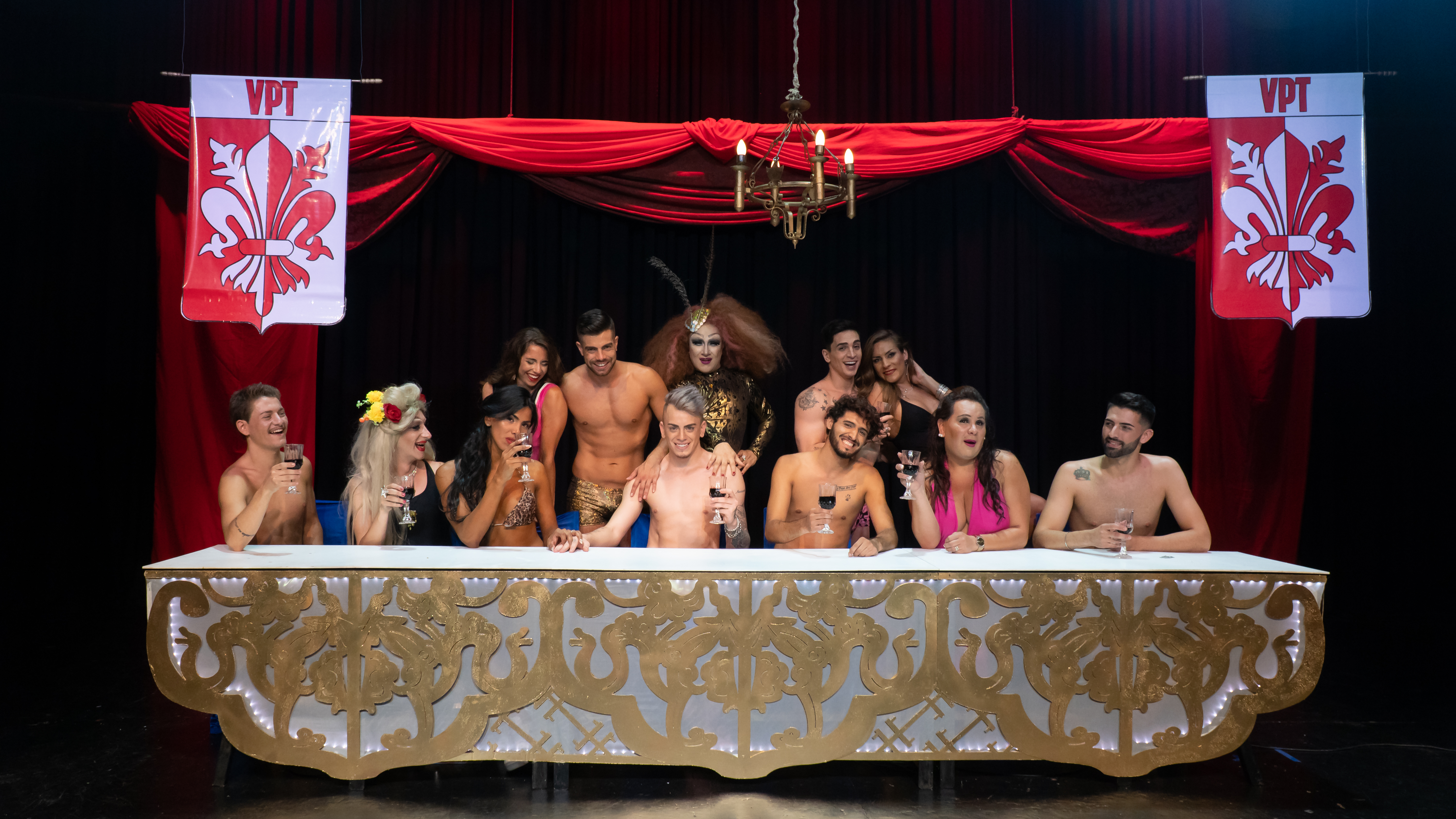
Producción realizada para VPT 2019.
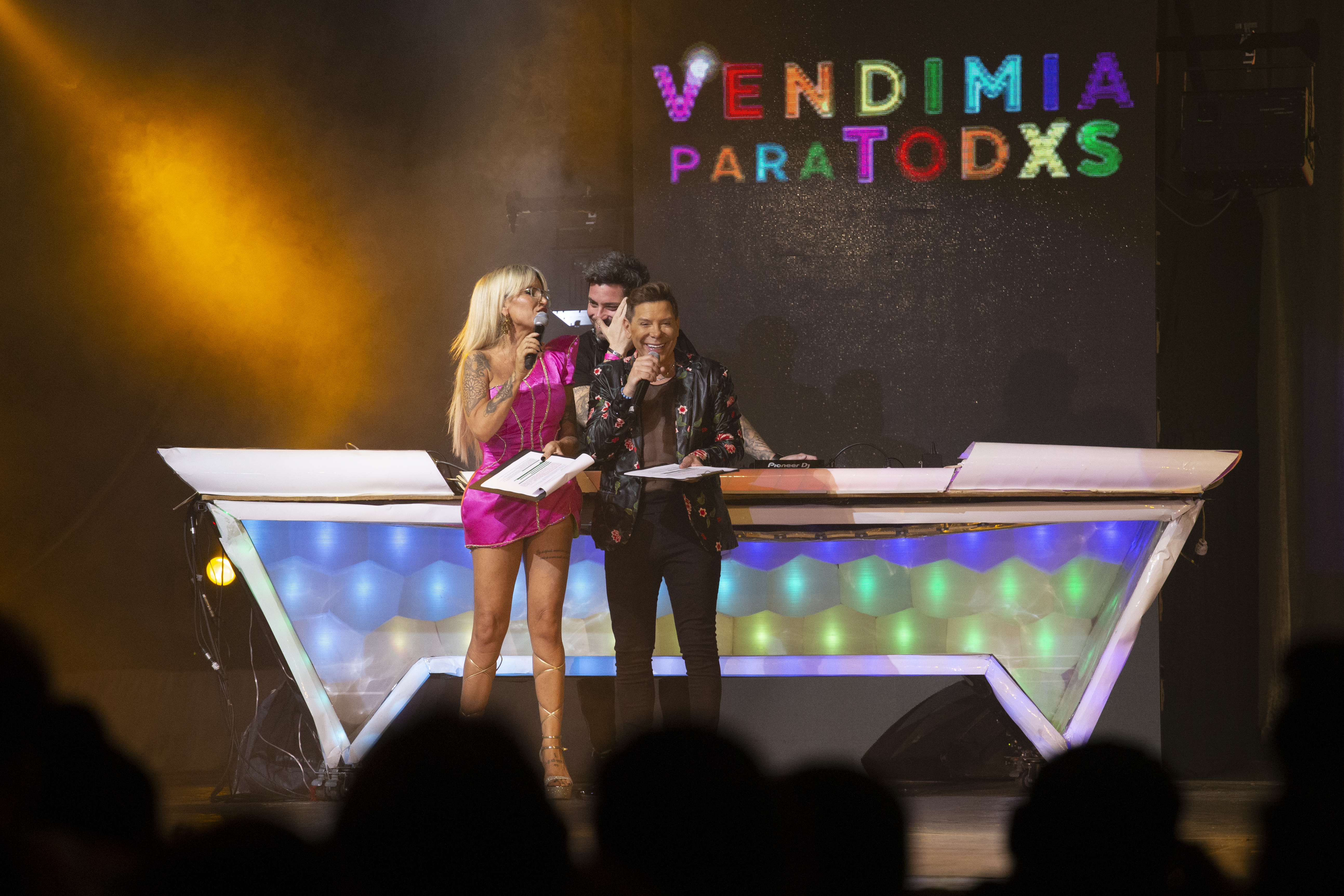
Florencia Peña junto a Gabriel Canci en la conducción de VPT 2022.
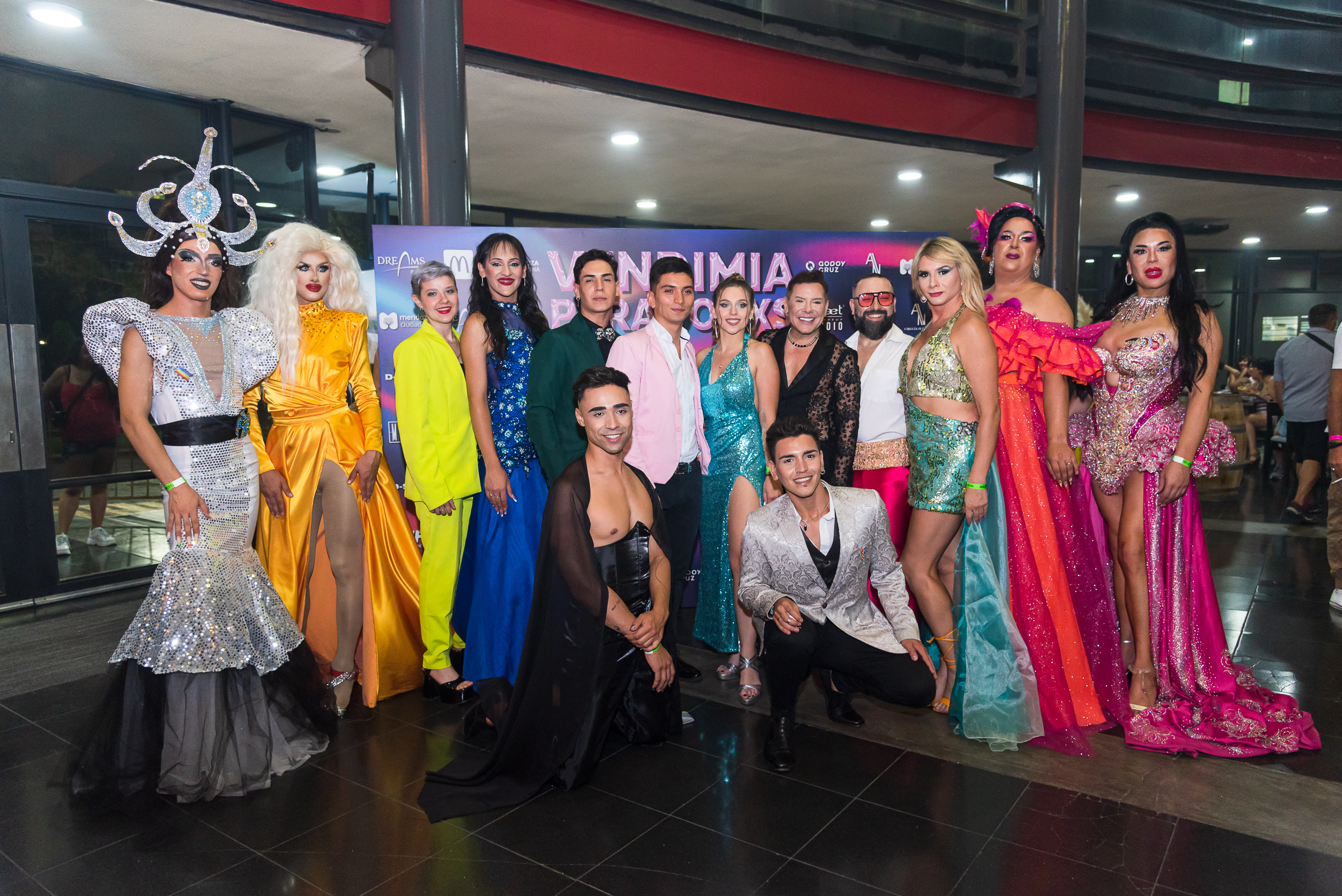
Candidatxs de VPT 2023.
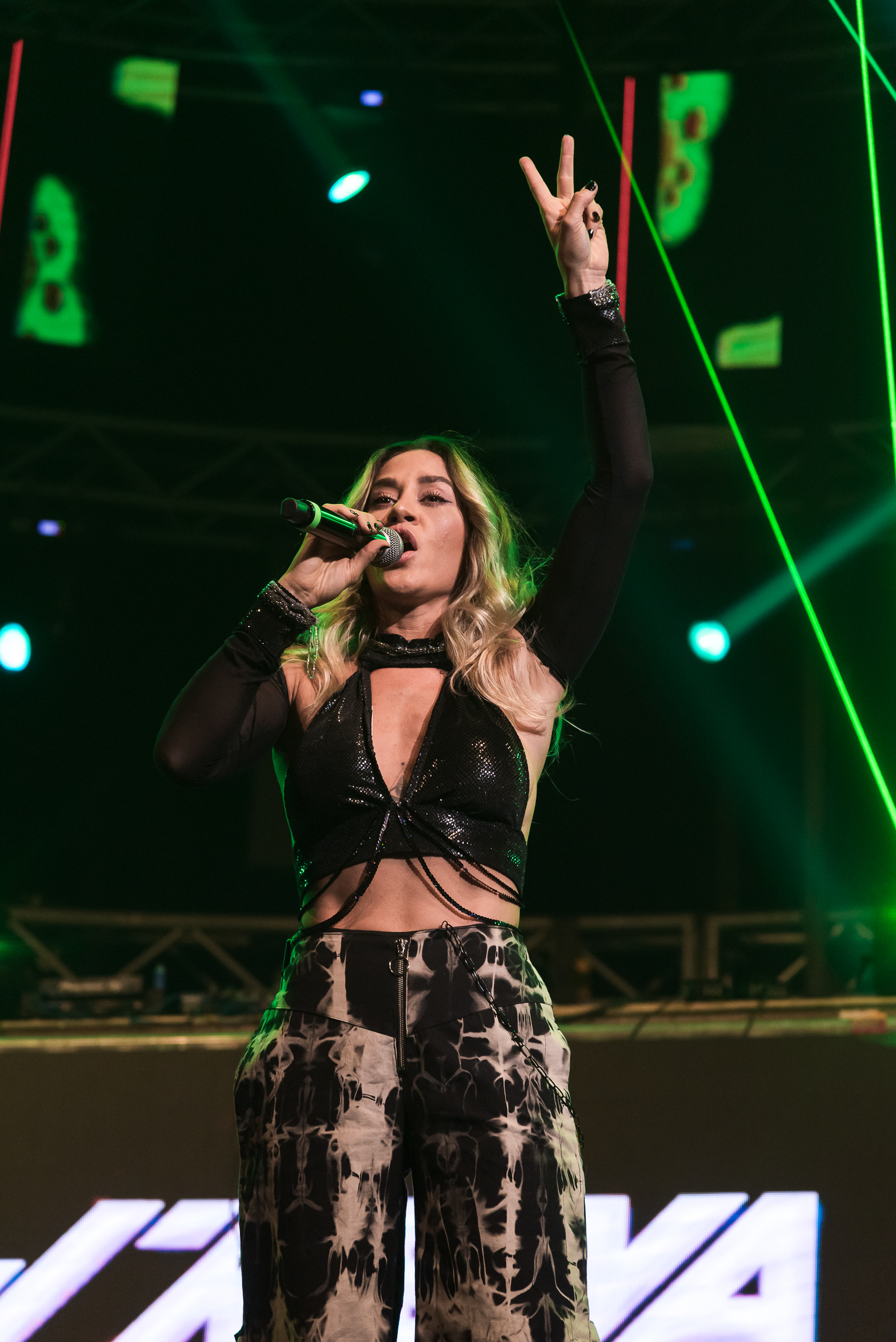
Jimena Barón cantando en VPT 2023.

Por primera vez, la elección del Rey y Reinas de la Vendimia para Todxs 2024 se realizó en la segunda noche de repetición de la Fiesta Nacional de la Vendimia en el teatro griego Frank Romero Day. Fue un hecho histórico que llevó a la gente a considerar a Gabriel Canci como posible futuro director del Acto Central de la Fiesta Nacional de la Vendimia 2025. Para esta edición, las productoras de Gabriel Canci Difusión y Brotherhood hicieron que la Vendimia Para Todxs siga evolucionando con un toque de vanguardia y modernidad, ya que el espacio elegido para la fiesta del 31 de marzo fue WABI, lugar de entretenimiento y diversión, considerado uno de los mejores de Sudamérica. Esta producción de nivel internacional que debutó con total éxito, tuvo como premisa celebrar la diversidad, a puro baile, con grandes atractivos; un patio gastronómico, grandes barras, un set musical único y la presencia de más de 40 artistas en escena, que hicieron del encuentro una edición inolvidable. 

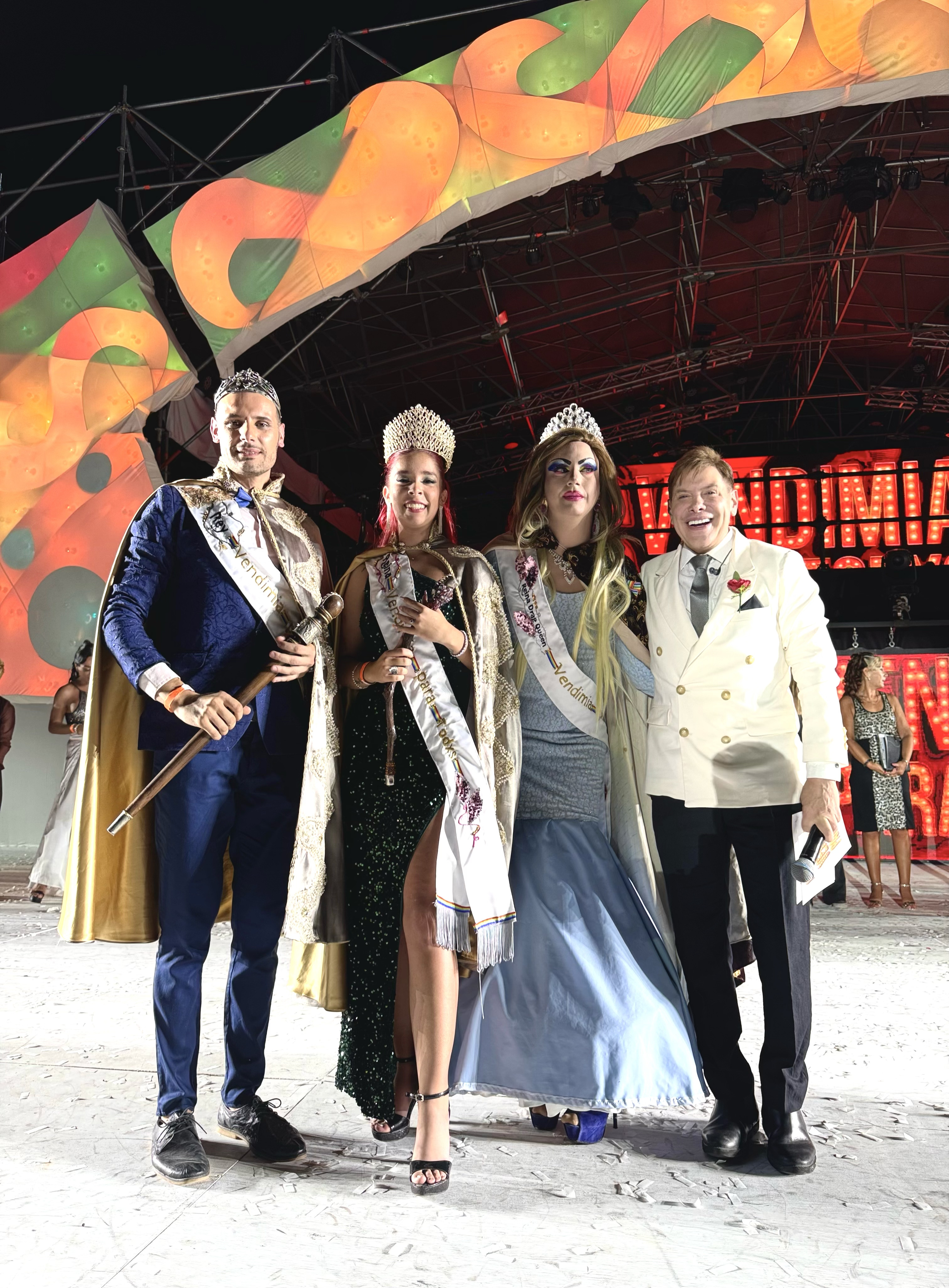
Nuevos Reyes de VPT 2024 junto a Gabriel Canci, director.
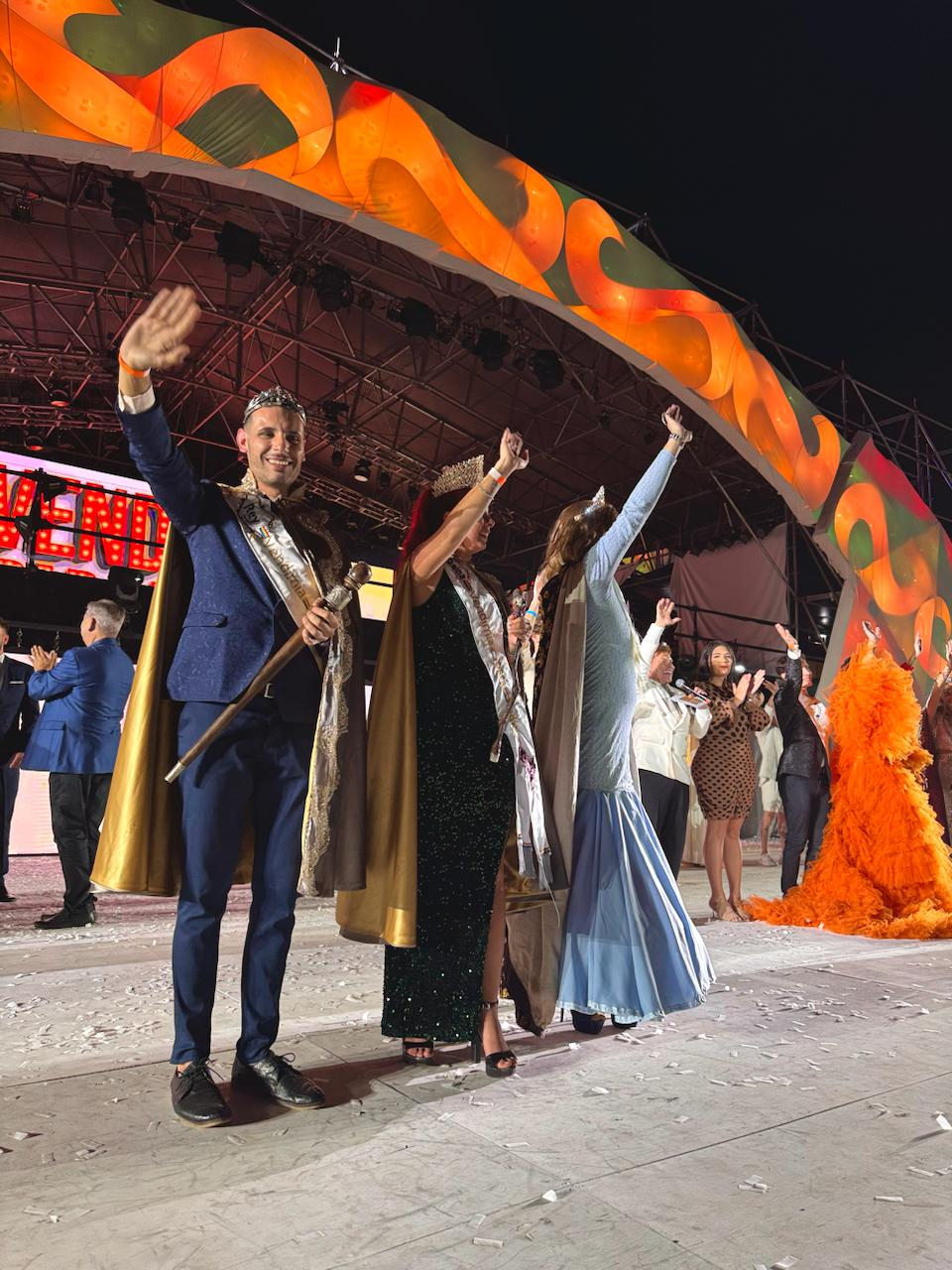
Reyes electos saludando en el teatro griego Frank Romero Day.
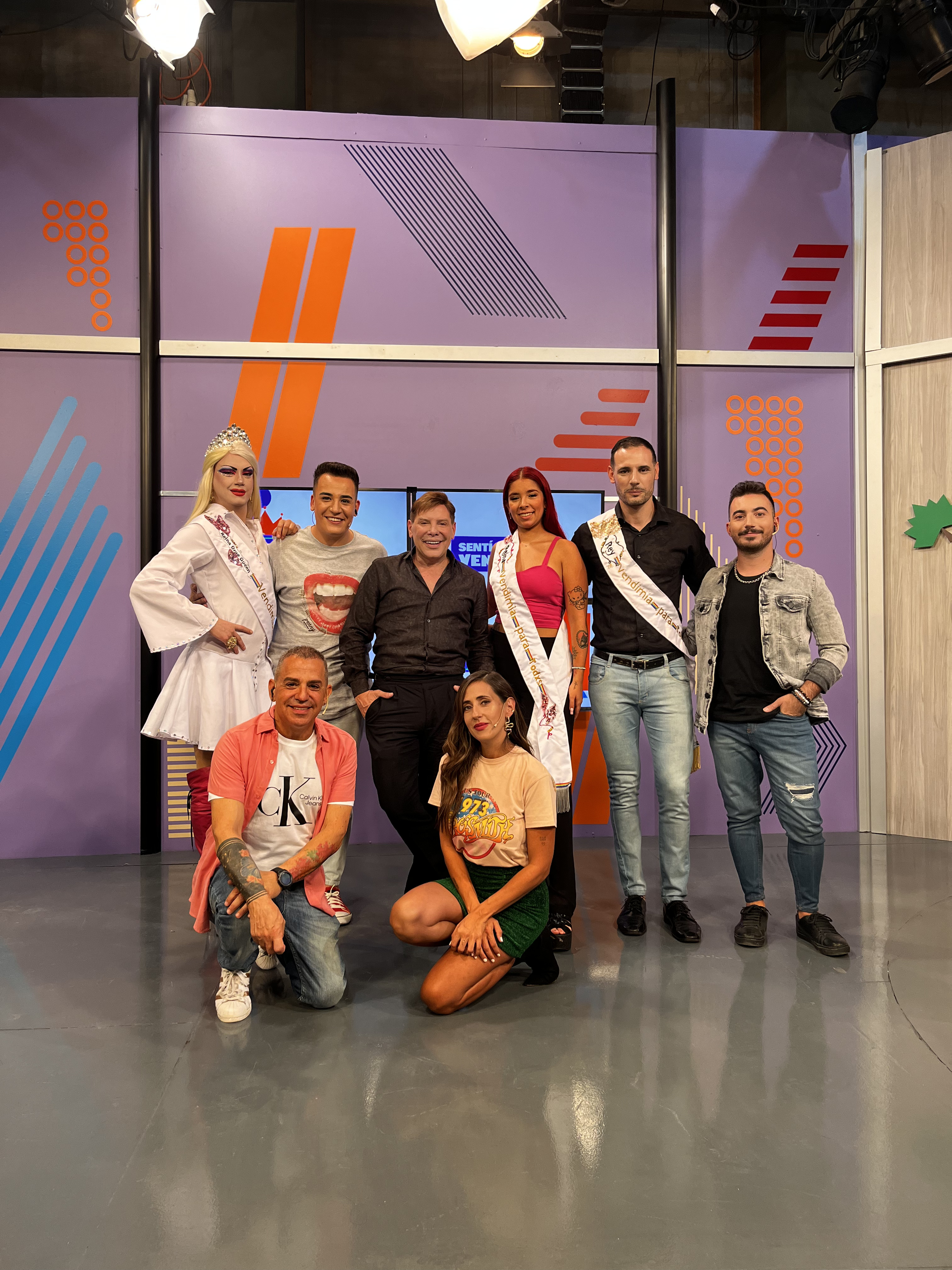
Entrevista realizada a los Reyes de VPT en "Sentí la tarde", canal 7.
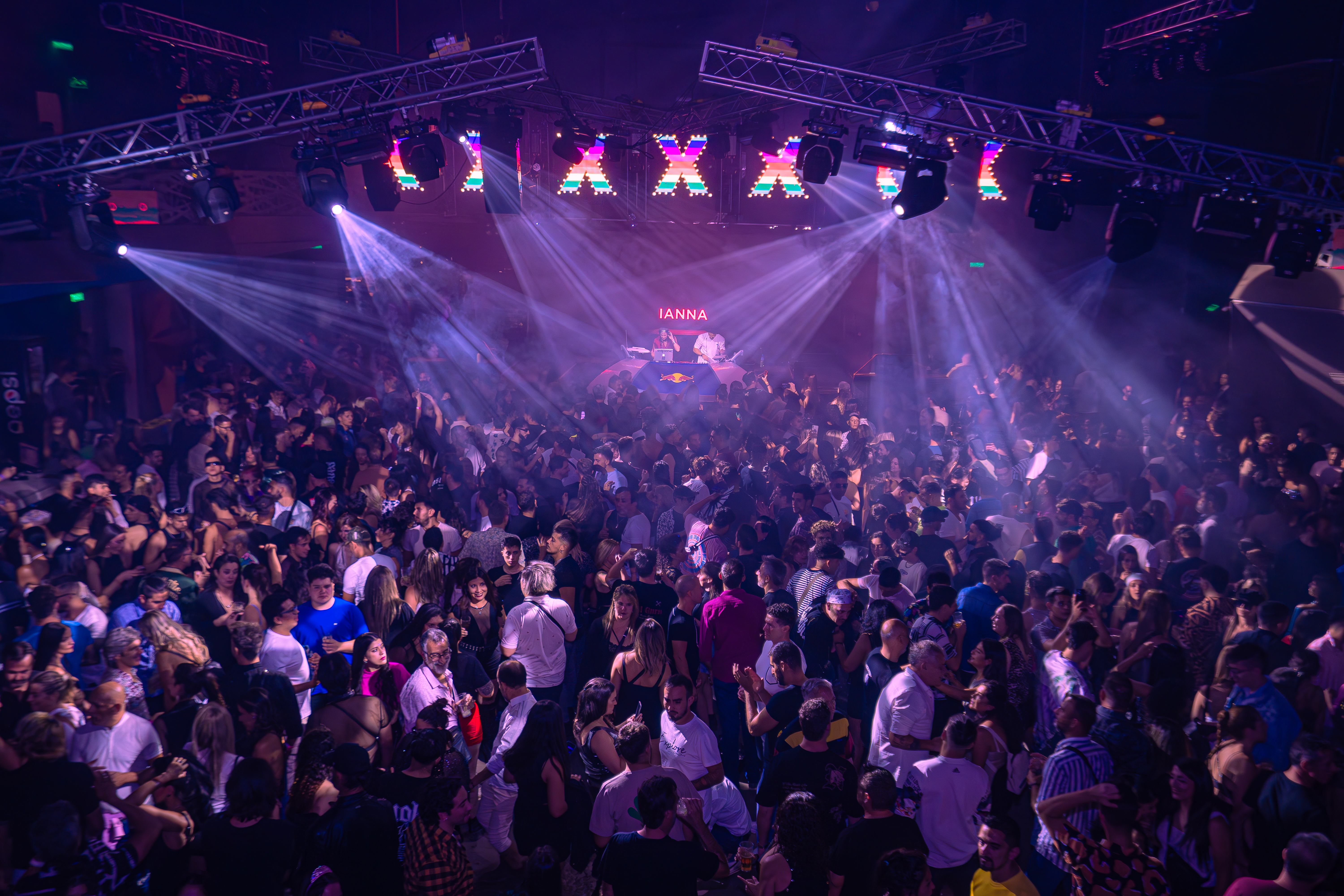
Vendimia para Todxs 2024 en Wabi.
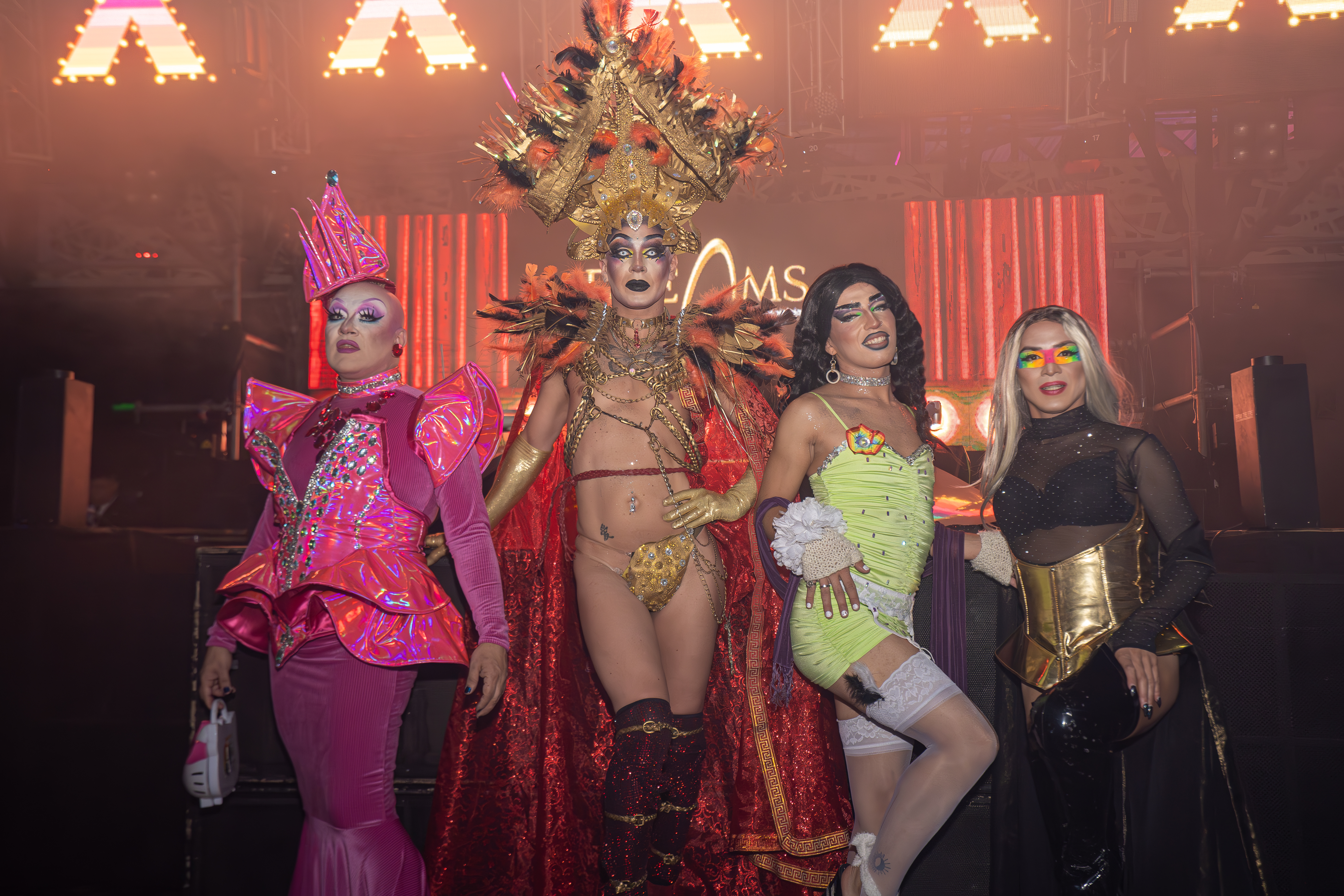
Drag Queens en VPT 2024.
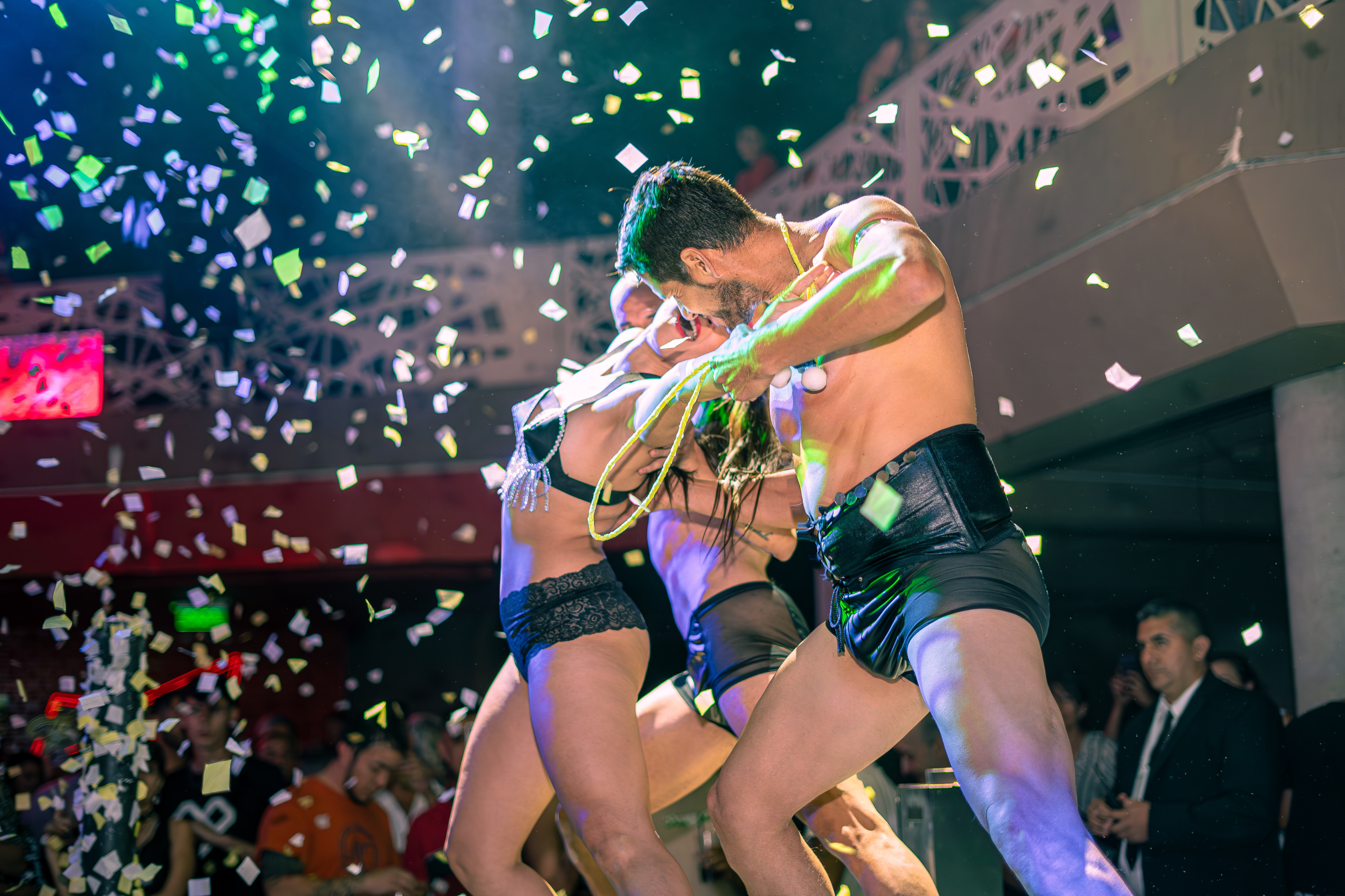
Show de Malambo VPT 2024.
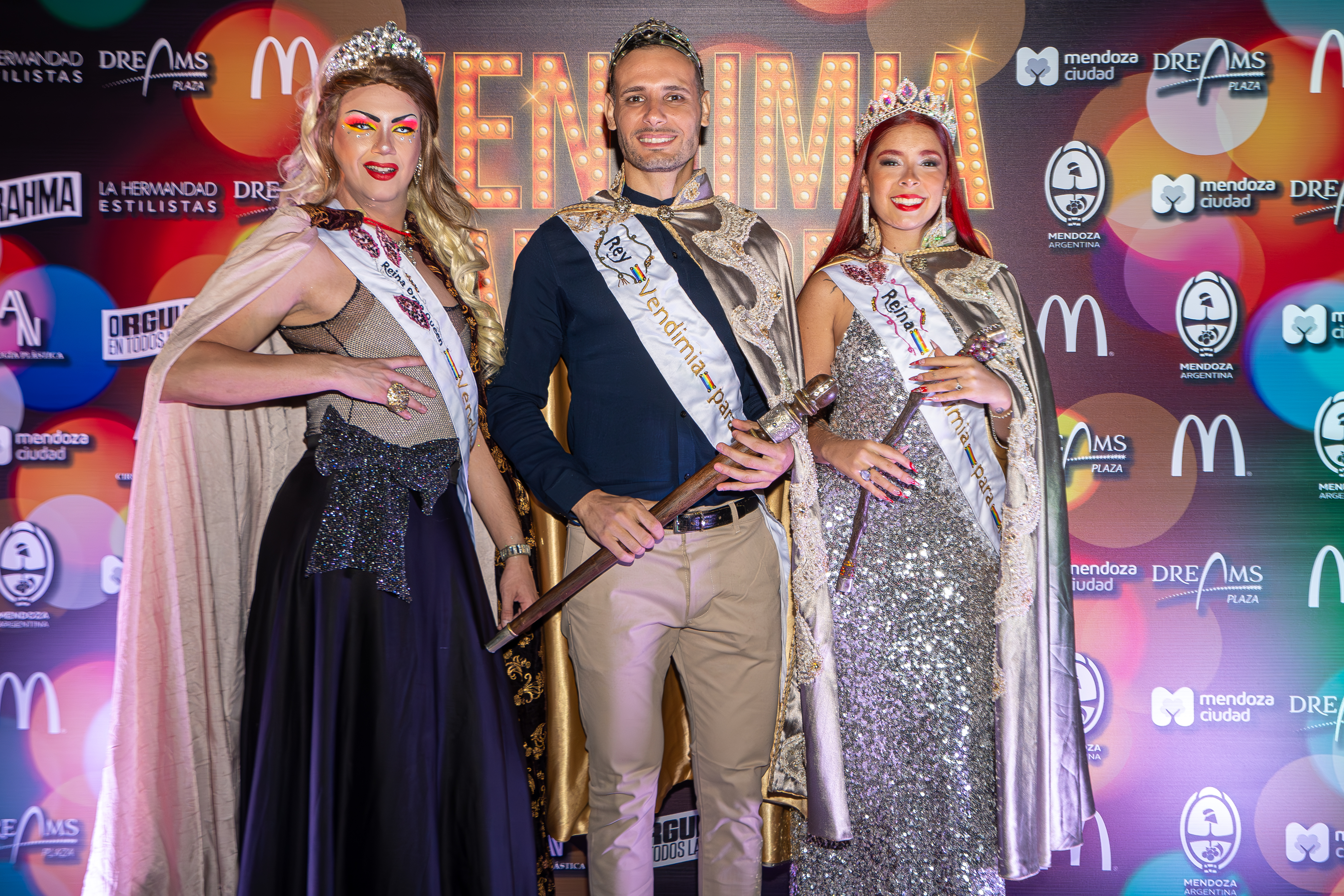
Reina drag, rey y reina de VPT 2024.
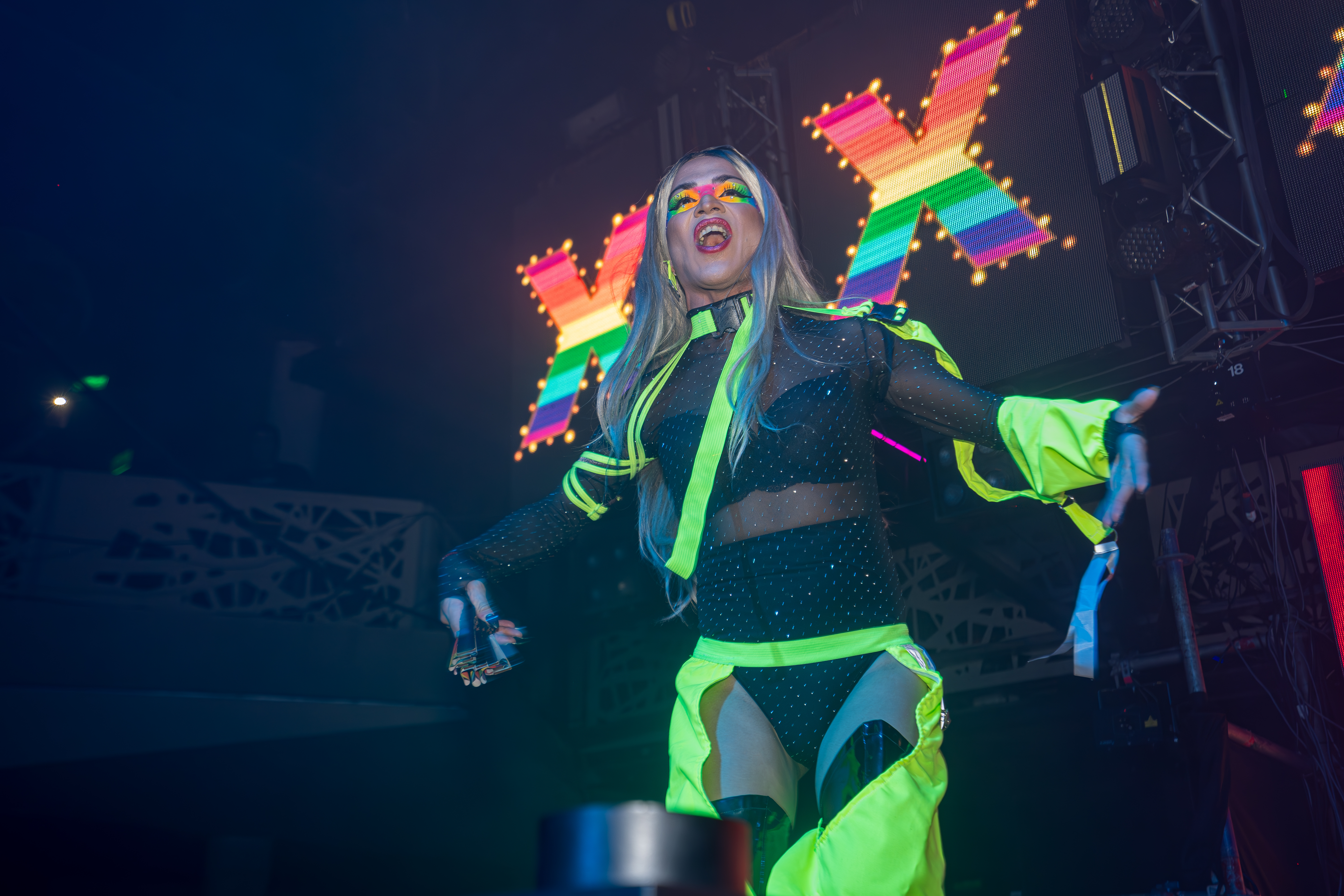
Show drag de Gya Key en VPT 2024.
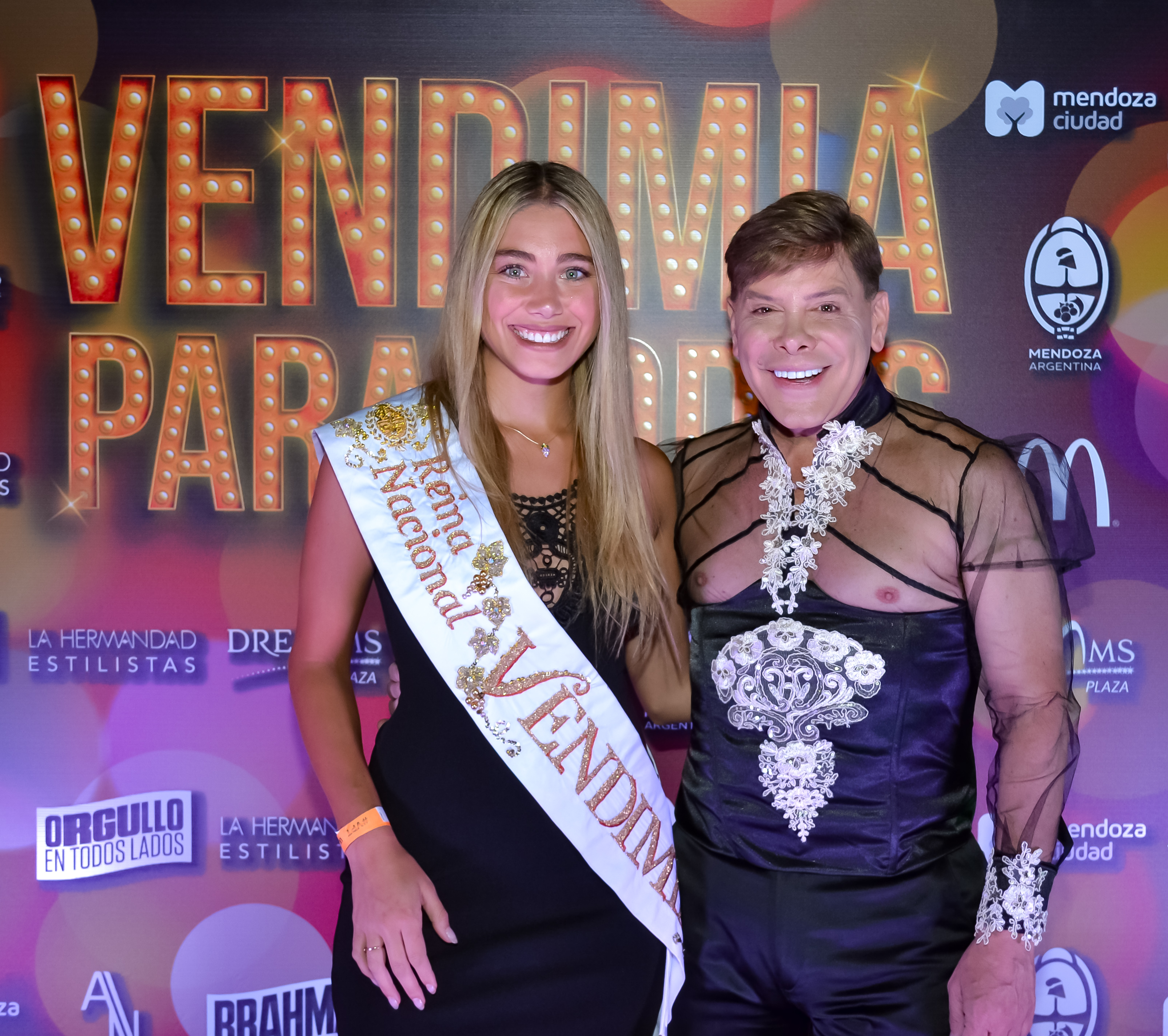
Gabriel junto a la Reina Nacional de la Vendimia, Agostina Saua, en VPT 2024.